# 한국의 해안 지형

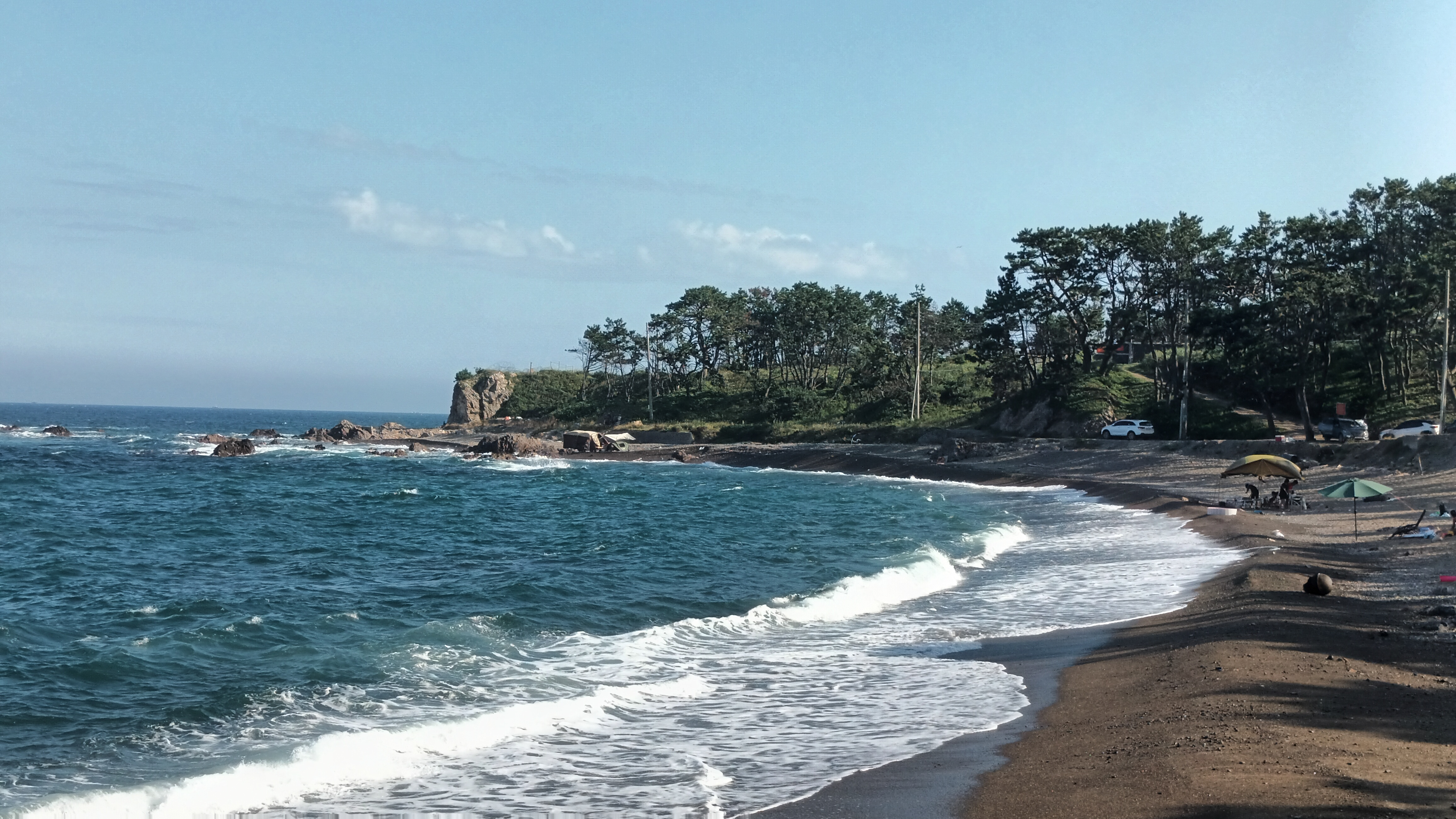
경주시 감포항 남쪽의 해안단구

한국은 3면이 바다로 둘러싸여 있고, 바닷가를 따라 다양한 해안 지형이 발달하였다.
산지가 바다에 접해 해식을 받는 암석 해안에서는 해식애와 해식 동굴·파식대·기암 괴석 들이 나타난다. 울릉도 해안이나 해금강, 남해 도서 지방 등 산지가 바다에 접해 있는 곳곳에 이러한 해식 지형이 잘 발달하였다. 해안을 따라 발달하는 사빈의 모래는 파도와 연안류, 또는 하천에 의해 공급되어 해안에 퇴적된다. 동해안의 하천들은 토사의 운반량이 많아 하구에 큰 규모의 사빈 해안을 만들고, 그 내륙 쪽으로 사구가 발달하여, 원산의 명사 십리를 비롯하여 해수욕장으로 이용되는 사빈이 많다. 서해안에는 넓은 갯벌이 나타나고, 태안 반도 이남의 안면도, 비인, 대천, 연포, 변산 등에 소규모의 사빈이 나타날 뿐이다. 동해안에는 경포, 영랑호, 화진포 등의 석호들이 발달하였다. 이들 석호는 그 앞쪽에 사취, 또는 사주가 발달함으로써 생긴 것이다. 석호 부근은 해수욕장으로 널리 이용되고 있는데 경포 부근이 특히 유명하다.

## 한국 해안의 특성

### 리아스식 해안
리아스식 해안(Rias式海岸)은 톱날 모양으로 복잡하게 들쑥날쑥한 해안을 말한다. 황해안은 압록강 어귀의 신의주에서 남쪽으로 전라남도의 해남까지의 직선 거리가 650km, 실제 거리가 4,719km이다. 만과 반도가 많아 직선 거리에 비해 해안선의 실제 길이가 매우 길다. 리아스식 해안은 보통 산맥과 수직으로 만나고, 해안선의 변화가 심한 해안에서 잘 나타난다. 해안선이 복잡한 한반도의 황해안이나 남해안도 리아스식 해안에 속한다. 세계적으로는 에스파냐 북서부의 비스케이만이 유명하다.

### 다도해
남서 해안에 모여 있는 수많은 섬들의 해역을 다도해(多島海)라고 한다. 일반적으로 높낮이가 심한 산지가 해면 아래로 가라앉은 지형에서 볼 수 있다. 한국에는 총 3,300여 개의 크고 작은 섬들이 있는데, 이 중 약 2,250개가 남해에, 약 890개가 황해에 분포한다. 세계적으로는 그리스의 연안 해역인 에게해가 가장 유명하다.

## 해안 지형
사빈
해안선을 따라 모래가 깔려 있는 바닷가를 말한다. 여름철에는 해수욕장으로 이용되는 곳이 많다. 사빈을 형성하는 모래는 해안에 드러난 암석이나 근해의 해저에서 공급되기도 하지만, 한반도의 사빈은 주로 인근 하천에서 공급되는 모래로 이루어진다. 동해로 흘러드는 하천들은 급한 경사면을 이루므로 비교적 많은 토사를 운반한다. 특히 동해안의 주문진  강릉 간 해안에는 사빈이 잘 발달되어 있는데, 이것은 인근의 주문진천·연곡천·사천·강릉 남대천 등의 하천에서 모래가 공급되기 때문이다. 그러나 서해안과 남해안에는 사빈이 발달해 있지 않다. 이 지역은 대체로 수심이 얕고 해안선이 복잡할 뿐만 아니라, 섬이 많은데다 조수간만의 차가 크기 때문에 파도의 작용이 활발하지 못하므로, 큰 사빈이 발달하기 어렵다. 따라서 곶과 곶 사이의 작은 만을 중심으로 소규모의 사빈이 형성되어 있을 뿐으로, 황해도의 몽금포·구미포, 태안 반도의 만리포, 부산의 해운대, 남해도의 상주 등지에는 사빈이 비교적 발달하여 해수욕장으로 이용되기도 한다.
사구
바람에 날려와 쌓인 모래 언덕으로 사빈의 뒤쪽에 주로 발달한다. 모래가 육지 쪽으로 너무 많이 날려가면 농경지가 묻히기 때문에, 이와 같은 해안의 주민들은 방풍림이나 방사림을 조성하여 모래의 이동을 막고 있다. 해안 사구는 바닷물의 물결을 따라 바닷가에 밀려온 모래가 다시 바다로부터 불어오는 바람에 실려가 생긴 것으로, 대개 해안선과 나란히 생긴다.
사취
바람인 파도·조류 등에 의해 모래나 자갈이 해안에서 바다 가운데로 부리처럼 길게 뻗어나간 모래톱을 말한다. 사취는 대개 만의 입구에 생기기 쉬운데, 이것이 길게 발달하여 만의 입구를 가로막아 반대쪽 육지와 맞닿게 되면 그것이 곧 사주이고, 그 안쪽에 석호가 생긴다.
사주
해안이나 하구 같은 곳에 모래나 자갈 등이 쌓여서 이루어진 모래톱이다. 만의 입구에 사주가 생기면 만은 석호가 되고, 시간이 지나 퇴적물로 메워지면 습지가 된다. 사주가 연장되어 해안에 있는 섬과 연결된 것을 육계사주라 하고, 사주와 연결된 섬을 육계도라 한다.
사주가 육지로부터 돌출 성장하여 가까운 섬에 연결되면 육계사주, 육계사주로 인해 육지와 닿은 섬을 가리켜 육계도라고 한다. 육계도로는 제주도의 성산이나 영흥만의 호도 반도, 양양의 죽도가 있다. 이들은 빙하기 이후에 해수면이 상승하면서 해안에 침수 현상이 일어나, 하구 지역이 만으로 변하고 그 앞쪽에 사주나 사취가 발달함으로써 형성된 것이다.
석호
사주나 사취 따위의 발달로 바다의 일부분이 떨어져 나와서 생긴 호수이다. 석호와 비슷한 지형은, 충청남도의 안면도나 보령의 웅천면 해안 등 서해안에서도 나타나는데, 일반적으로 규모가 작다. 이것은 밀물 때에는 석호와 비슷하지만 썰물 때에는 물이 빠지는 것이 특색이다. 이들 지역은 현재 대부분 간척되어 농경지나 염전으로 이용하고 있다.
해식애
파도나 조류 따위에 의한 침식 작용으로 이루어진 해안의 낭떠러지이다. 동해안은 함경산맥과 태백산맥 등 높은 산지가 바다와 가까이 접해 있다. 그래서 파도의 영향을 많이 받는 곳에는 규모가 큰 해식애가 발달해 있다. 특히 고성의 해금강, 통천의 총석정, 양양의 낙산사 등은 천연적인 절경을 이루고 있다. 해식애의 밑부분에는 파도에 의해 생긴 해식 동굴과 평평한 바위면인 파식대가 발달하는데, 특히 경사가 완만한 황해안에는 파식대를 이루는 곳이 많다.
파식대
파식대(波蝕臺)는 파도의 침식으로 깎인 암석의 파편이 퇴적하여 해안에 가까운 해저에 형성된 넓은 대지 모양의 지형이다. 만조 때면 수면 아래에 잠겨 있다가 간조 때면 해면 가까이에 모습을 드러내는 데, 높은 파도에 의해 만들어진 높은 평탄면과 보통의 파도에 의해 형성된 낮은 평탄면의 2단으로 된 곳도 있다.
해안단구
해안선을 따라 계단 모양으로 되어 있는 좁고 긴 지형이다. 과거에 있었던 해수면 지역이 침식을 받은 후 기반암이 융기하는 지반을 따라 솟아오른 것이다. 융기해안에서는 과거에 형성된 해안의 침식면 또는 퇴적면이 빙하기와 간빙기를 거치는 동안 단구를 이루며, 지각운동이 활발하지 않은 곳서는 계속 융기한다. 해안단구는 동해안의 여러 곳에 분포하는데, 부산의 태종대가 대표적이다. 또 강릉 남쪽의 정동진은 해성 퇴적물로 덮인 해안단구가 넓게 발달되어 있다. 장기곶에서 울산만에 이르는 해안단구도 유명하다.
방파제
바다로부터 밀려오는 거친 파도를 막아 항구 안의 수면을 잔잔하게 유지하기 위하여 바다에 쌓은 둑이다. 방파제의 구조를 결정할 때 가장 중요한 것은 파도의 작용에 의해 제방이 파손되지 않고 안정을 유지하는 일이다. 먼저 파도의 형태를 알아 낸 후 파장·파고·주기를 조사하면 그 파도가 제방에 미치는 영향을 짐작할 수 있다.